# مردی از دل ریو
مردی از دل ریو (انگلیسی: Man from Del Rio) یک فیلم وسترن آمریکایی به کارگردانی هری هورنر و نویسندگی «ریچارد کار» است که در سال ۱۹۵۶ منتشر شد. در این فیلم آنتونی کوئین، کتی هورادو، پیتر ویتنی، داگلاس فاولی، جان لارچ، ویت بیسل و داگلاس اسپنسر بازی می‌کنند. این فیلم در تاریخ ۳۰ اکتبر ۱۹۵۶ توسط یونایتد آرتیستس منتشرشد.

## داستان
دیو یک هفت‌تیرکش است که طی یک دوئل کلانتری را می‌زند و به‌عنوان کلانتر جدید استخدام می‌شود. محبوبیت او نزد اقشار فرودست جامعه به سرعت از بین می‌رود و ثروتمندان شروع به تحقیر او می‌کنند.

## بازیگران
- آنتونی کوئین در نقش دِیو روبلز
- کتی هورادو در نقش استلا
- پیتر ویتنی در نقش اد بَنیستر
- داگلاس فاولی در نقش داک آدامز
- جان لارچ در نقش بیل داوسون
- ویت بیسل در نقش بریزی مورگان
- داگلاس اسپنسر در نقش کلانتر جک تیلمن
- گوین «بیگ بوی» ویلیامز در نقش فِرِد جاسپر